# Oleksandr Donner
Oleksandr Boryssowytsch Donner (ukrainisch Олександр Борисович Доннер, portugiesisch Aleksander Borisovich Donner; * 30. Dezember 1948 in Lwiw, Ukrainische SSR; † 24. August 2013 in Funchal, Portugal) war ein ukrainischer Handballtrainer und Handballspieler.

## Karriere
Oleksandr Donner spielte in seiner ukrainischen Heimat für SKA Lwiw und ab 1978 für den in der zweiten sowjetischen Liga neugegründeten russischen Verein Sarja Astrachan. 1982 wechselte der Handballtorwart auf die Trainerbank. Mit Astrachan stieg er 1985 in die erste sowjetische Liga auf. Nach der Vizemeisterschaft 1989 gelang 1990 der Titelgewinn. Ab 1990 war er zusätzlich Assistent von Anatolyj Ewtuschenko der sowjetischen Männer-Handballnationalmannschaft. Nach einem weiteren zweiten Rang in der Liga durfte er 1992 in den Westen wechseln und wurde Trainer beim portugiesischen Erstligisten Académico Basket Clube. Mit dem Klub aus Braga gewann er 1993, 1995, 1996, 1997, 1998 und 2000 die portugiesische Meisterschaft, 1993, 1994, 1995, 1996, 1997 und 2000 den portugiesischen Pokal sowie 1993, 1995 und 1998 den portugiesischen Supercup. In der EHF Champions League 1993/94 unterlag er mit ABC in den Finalspielen nach einem 22:22 in Braga im Rückspiel mit 21:23 beim spanischen Vertreter TEKA Santander. Im EHF-Pokal 1999/2000 erreichte man das Halbfinale, wo man nach einem 27:23 zu Hause mit 18:23 bei der SG Flensburg-Handewitt verlor. Von 1995 bis 1999 war er parallel Nationaltrainer Portugals. Bei der Weltmeisterschaft 1997 belegte man nur den 19. Platz. 2004 verließ er Braga und führte Madeira Andebol SAD 2005 direkt zur ersten Meisterschaft der Vereinsgeschichte. Anschließend trainierte er Benfica Lissabon, mit dem er 2008 ebenfalls Meister wurde. Daraufhin wurde Donner Trainer der Frauenmannschaft von Gil Eanes, der er 2010 zur Meisterschaft verhalf. In der Saison 2010/11 kehrte er zu Sarja Kaspija Astrachan zurück, die folgende verbrachte er bei der zweiten Mannschaft von Serienmeister Medwedi Tschechow. Im Sommer 2012 kehrte er nach Funchal zurück, wo er am 24. August 2013 an einem Herzinfarkt verstarb.